# Mian (Hanzhong)
Mian (勉县,  Miǎn Xiàn) ist ein Kreis der bezirksfreien Stadt Hanzhong in der chinesischen Provinz Shaanxi. Die Fläche beträgt 2.385 Quadratkilometer und die Einwohnerzahl 344.935 (Stand: Zensus 2020). 1999 zählte Mian 416.545 Einwohner.
Im Kreis liegen das Grab des Markgrafen von Wu (武侯墓, Wǔ hóu mù) und der Tempel des Markgrafen von Wu im Kreis Mian (勉县武侯祠, Miǎn xiàn Wǔ hóu cí) - des Politikers und Strategen Zhuge Liang aus der Zeit der Drei Reiche, die auf der Liste der Denkmäler der Volksrepublik China stehen.